# Елеевское сельское поселение
Елеевское сельское поселение — муниципальное образование (сельское поселение) в составе Параньгинского района Марий Эл Российской Федерации.
Административный центр поселения — село Елеево.

## История
Статус и границы сельского поселения установлены Законом Республики Марий Эл от 18 июня 2004 года № 15-З «О статусе, границах и составе муниципальных районов, городских округов в Республике Марий Эл».

## Население
| 2010  | 2011  | 2012  | 2013  | 2014  | 2015  | 2016  |
| ----- | ----- | ----- | ----- | ----- | ----- | ----- |
| 1730  | ↘1723 | ↘1660 | ↘1625 | ↘1561 | ↘1542 | ↘1519 |
| 2017  | 2018  | 2019  | 2020  | 2021  | 2023  |       |
| →1519 | ↗1522 | ↘1497 | ↘1447 | ↘1400 | ↘1362 |       |

## Состав поселения
В состав сельского поселения входят 7 деревень и 1 село:
| № | Населённый пункт | Тип населённого пункта       | Население |
| - | ---------------- | ---------------------------- | --------- |
| 1 | Егорково         | деревня                      | 132       |
| 2 | Елеево           | село, административный центр | 783       |
| 3 | Вочарма          | деревня                      | 125       |
| 4 | Котяминер        | деревня                      | 80        |
| 5 | Мари-Сеснур      | деревня                      | 52        |
| 6 | Николашкино      | деревня                      | 141       |
| 7 | Обипамаш         | деревня                      | 115       |
| 8 | Помосъял         | деревня                      | 302       |